# Hieracium micracladium
Hieracium micracladium es una especie de planta con flor del género Hieracium, de la familia Asteraceae, orden Asterales.

## Distribución
Hieracium micracladium se distribuye por Escocia.

## Taxonomía
Fue descrita científicamente por (F. N. Williams) Ley.